# SN 2001dp
SN 2001dp – supernowa typu Ia odkryta 12 sierpnia 2001 roku w galaktyce NGC 3953. W momencie odkrycia miała maksymalną jasność 14,50m.